# أنالسيم
أنالسيم أو أنالسيت (من اليونانية أنالكيموس بمعني "ضعيف") هو معدن أبيض أو رمادي أو عديم اللون من مركبات السيليكات . يتكون من سيليكات ألومنيوم والصوديوم المميهة في شكل بلوري مكعب. صيغته الكيميائية هي Na Al Si 2 O 6 · H 2 O. مع كميات قليلة من البوتاسيوم والكالسيوم وأحيانا الفضة .
وعادة ما يصنف الأنالسيت علي أنه زيوليتات معدنية، ولكن من الناحية الهيكلية والكيميائيه هو أكثر ميلا لأشباه الفلسبارات. ويوجد الأنالسيم كمعدن أساسي في البازلت والصخور النارية القلوية الأخرى. ويوجد كذلك مرتبطا بالبرينيت والكالسيت والزيوليت.

## مواقع الأستخراج
تشمل المواقع المعروفة لمحاجر أنالسيم كلا من بيرغن هيل ، ونيوجيرسي ، وغولدن ، وكولورادو ، وفي بحيرة سيرلز ، وكاليفورنيا في الولايات المتحدة ؛ وفي كيب بلوميدون ، ونوفا سكوشا ، ومونت سانت هيلير ، كيبيك في كندا ؛ وفي أيسلندا والآن في ناميبيا و.ليسيسترشاير ، المملكة المتحدة ؛ جزر السيكلوبين شرقًا قبالة صقلية وبالقرب من ترينتينو في شمال إيطاليا ؛ فيكتوريا في أستراليا ؛ جزيرة كيرغولين في المحيط الهندي ؛ في منطقة ليك سوبيريور للنحاس في ميشيغان ،